# Borghamn
Borghamn is een plaats in de gemeente Vadstena in het landschap Östergötland en de provincie Östergötlands län in Zweden. De plaats heeft 227 inwoners (2005) en een oppervlakte van 75 hectare.